# Ібіс сан-томейський
Ібіс сан-томейський (Bostrychia bocagei) — вид пеліканоподібних птахів родини ібісових (Threskiornithidae).

## Поширення
Ендемік острова Сан-Томе в Гвінейській затоці біля західних берегів Африки. Поширений на південному заході та в центральній частині острова. Мешкає в тропічному первинному лісі на висоті нижче 450 м. За оцінкою, чисельність виду не перевищує 250 птахів.